# تشانغ هي
تشانغ هي (بالصينية المبسطة: 张鹤)‏ هو متزلج فني صيني، ولد في 5 نوفمبر 1996 في تشانغتشون في الصين.

## وصلات خارجية
- تشانغ هي على موقع الاتحاد الدولي للتزلج (الإنجليزية)